# BMW Vision Next 100
La BMW Vision Next 100 è un'automobile sperimentale prodotta dalla casa automobilistica tedesca BMW in occasione del suo centenario nel 2016.

## Descrizione
Adrian van Hooydonk, capo del design, ha progettato sportelli ad ali di gabbiano e 4,90 metri di curve. L'auto è dotata anche di connettività e servizi in rete. Lo scopo, così è stato dichiarato, è un'armonizzazione della parte meccanica con quella umana. Vi è la possibilità di modificare gli aspetti estetici. Una novità interessante è l'Alive Geometry: la plancia è composta da oltre 800 triangoli. Cambiando posizione, possono variare la forma, in modo da avere molte funzioni senza abbinare più dispositivi. La plancia, quindi, può comunicare visivamente, al guidatore, i rischi presenti in strada.

## Le modalità di guida
Si può guidare in due modalità.

### Modalità autonoma (Ease)
Il volante e gli altri strumenti di navigazione si ritraggono all'interno della plancia. Il motivo di questa tecnologia è permettere agli automobilisti, nei momenti di guida autonoma, di dedicarsi alle attività che preferiscono. Una luce verde informerà i passanti della guida autonoma.

### Modalità manuale (Boost)
La vettura si concentra sull'autista e lo assiste in tutto e per tutto, per permettere un'esperienza ottimale. Suggerisce percorsi, traiettorie e possibili ostacoli. I comandi sono gestuali e vocali.

## Materiali 4D
I materiali sono stampati in tre dimensioni, alle quali se ne aggiunge una, quella funzionale. Un esempio: i passaruota. Modificando la propria forma possono seguire le ruote anche nelle fasi di sterzatura, ottimizzando l'aerodinamica.